# 瓦根霍夫
瓦根霍夫是德国下萨克森州的一个市镇。总面积4.32平方公里，总人口1130人，其中男性562人，女性568人（2011年12月31日），人口密度262人/平方公里。